# Іван Пудар
Іван Пудар (хорв. Ivan Pudar, нар. 16 серпня 1961, Земун) — югославський, згодом хорватський футболіст, що грав на позиції воротаря. По завершенні ігрової кар'єри — тренер. З 2017 року очолює тренерський штаб клубу «Спліт».
Виступав, зокрема, за клуб «Хайдук» (Спліт), а також національну збірну Югославії.
Дворазовий володар Кубка Югославії.

## Клубна кар'єра
У дорослому футболі дебютував 1979 року виступами за команду клубу «Хайдук» (Спліт), в якій провів одинадцять сезонів, взявши участь у 187 матчах чемпіонату. 
1990 виїхав до Португалії, де до 1991 років захищав ворота команди клубу «Ешпінью», а протягом 1991—1992 був гравцем «Боавішти», в якій і завершив ігрову кар'єру.

## Виступи за збірні
1979 року залучався до складу молодіжної збірної Югославії. Того року був учасником молодіжного чемпіонату світу.
1985 року провів свій єдиний офіційний матч у складі національної збірної Югославії. До того встиг стати у складі збірної учасником чемпіонату світу 1982 року в Іспанії і футбольного турніру на Олімпіаді-1984, проте на обох змаганнях залишався резервним голкіпером.

## Кар'єра тренера
Розпочав тренерську кар'єру, повернувшись до футболу після тривалої перерви, 2004 року, очоливши тренерський штаб клубу «Шибеник». Пропрацював з цією командою до 2007 року, в якому став головним тренером «Хайдука» (Спліт), який, утім, залишив того ж року.
Згодом працював з командами клубів «Трогір», «Солін», «Хрватскі Драговоляц», «Сегеста» та «Задар».
2017 очолив тренерський штаб команди клубу «Спліт». У 2018 році очолював казахський клуб «Каспій» (Актау).

## Титули і досягнення
- Володар Кубка Югославії (2):

«Хайдук» (Спліт):  1983-1984, 1986-1987
- Чемпіон Європи (U-18): 1979
- Бронзовий олімпійський призер: 1984